# Baluarte de San Francisco

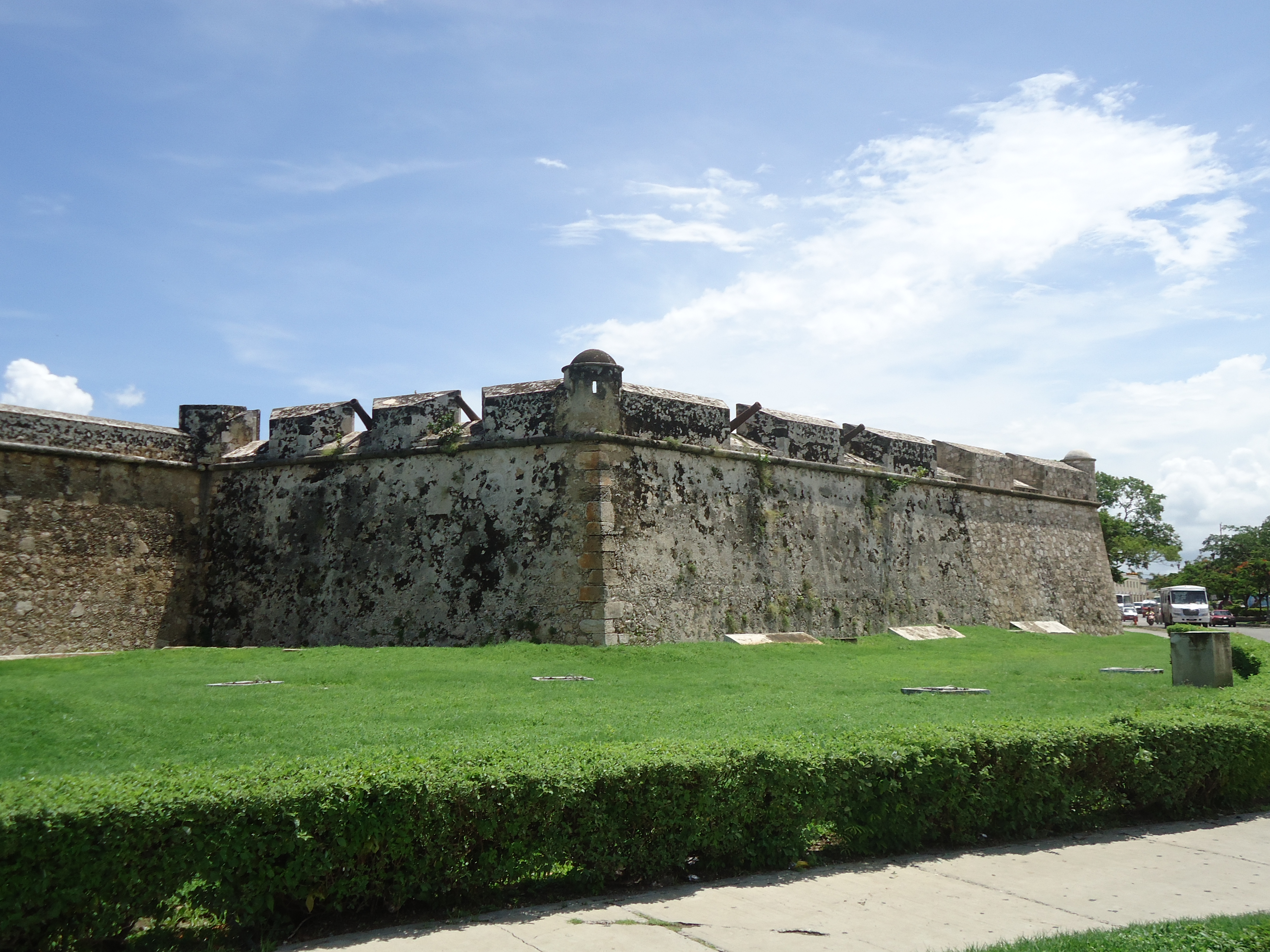
Baluarte de san Francisco

El Baluarte de San Francisco se localiza en la ciudad San Francisco de Campeche, Campeche, México. Su nombre hace referencia al fundador de la orden de los franciscanos, su superficie era aproximadamente de 1342 metros cuadrados y está adherida a la puerta de  tierra por un gran lienzo de muralla en el otro extremo se comunicaba con el baluarte de San Pedro. En 1889 debió acceder al desarrollo actual de la ciudad que lo separó de casi la mitad de su estructura para dar paso a un tranvía.
Actualmente el Baluarte de San Francisco ha sido restituido a su tamaño original, se puede apreciar la gola, el cuarto de guardia, el cuarto de almacén y el cuartel. Una de sus partes se encuentra ocupada por la biblioteca Gustavo Martínez Alomía.

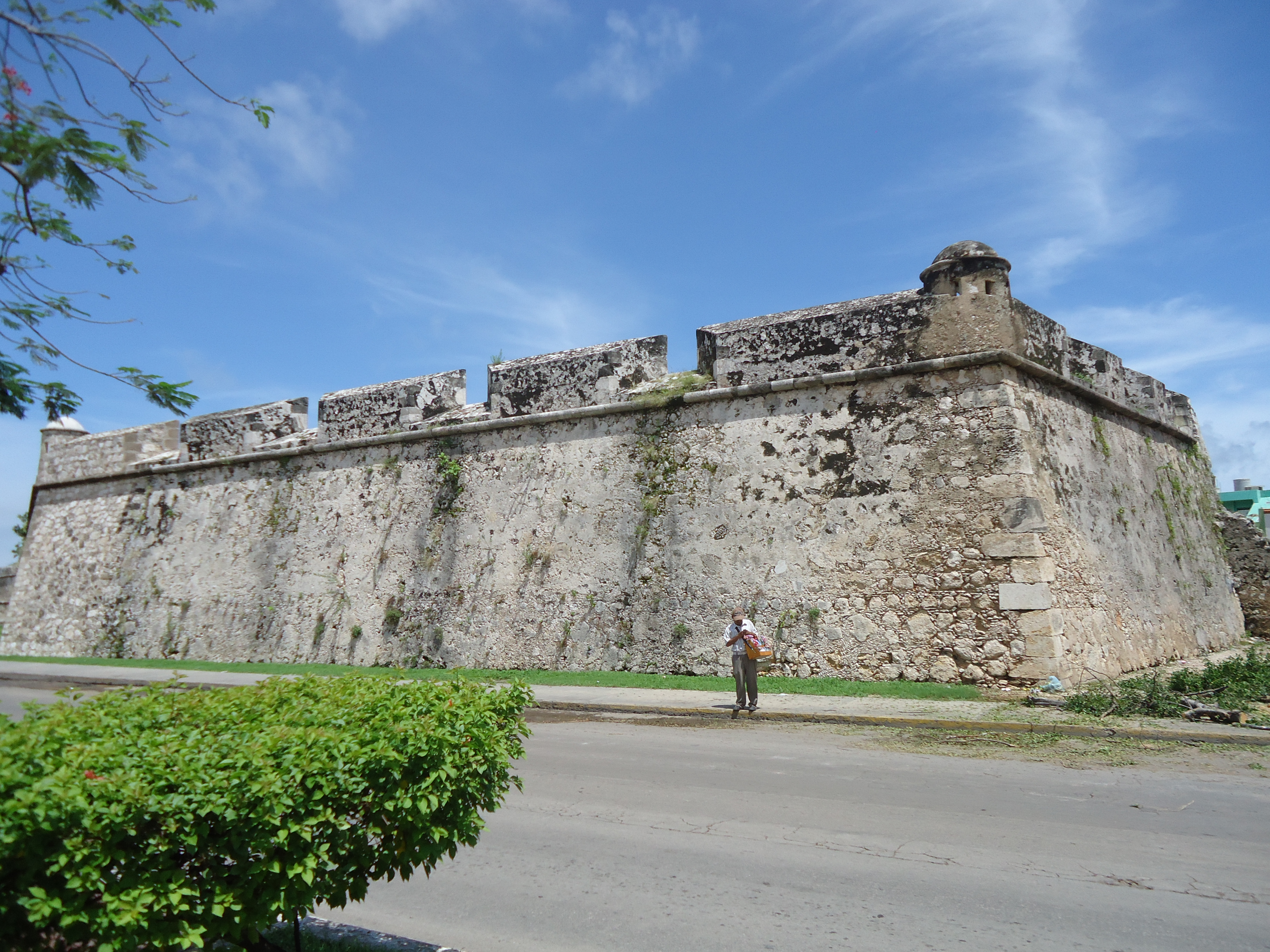